# Der Wolf (Film)
Der Wolf (auch: Der Wolf – Theater des Todes) ist ein deutscher Independent-Horrorfilm des Regisseurs David Brückner aus dem Jahr 2021.

## Handlung
Schauspielstudentin Emma hat seit dem Unfalltod ihres Vaters mit einer Bühnenangst zu kämpfen. Am Halloween Vorabend tritt sie ihre letzte Schicht als Servicekraft im Theater an, aber ahnt dabei nicht, dass ein wahnsinniger Mörder im Antlitz eines Wolfes, eine Jagd auf sie und ihre Freunde beginnt. Angelehnt an Grimms Märchen eröffnet der Psychopath schließlich ein unheilbares Katz und Maus Spiel auf Emma und ihre Freunde.

## Kritiken
Sandro Biener von what the film beschreibt den Film in seiner Kritik als einen Slasherfilm mit Märchen-Touch, der mit der richtigen Herangehensweise Spaß mache. Der Film könne zwar Schwächen in den Dialogen und seiner Vorhersehbarkeit nicht verstecken, weiß sie aber auch mit ein paar kreativen Einfällen und einer spannenden Atmosphäre geschickt zu umgehen. Die frechen Dialoge stehen dabei im funktionierenden Kontrast zu den dramatischen Höhepunkten des Films. Letztendlich gelingt dem Werk so eine gute Balance zwischen einem fesselnden Schauermärchen und einem humorvollen Slasherfilm. Dabei fehlt es dem Film auch nicht an nötiger Konsequenz in seiner Darstellungsweise und einem atmosphärischen Schnitt in den spannungsreichen Höhepunkten.
Benjamin Falk von Filmchecker stellt fest, dass der Film für einen Slasher schon mal ganz ordentlich geraten sei, für einen deutschen Slasher fast meisterhaft. Das Drehbuch besitze kleine Fehler, wirke im Endeffekt aber durchaus durchdacht und stimmig. Die Regeln des Slashers werden gut befolgt und dennoch wirke der Film nicht wie schon etliche Male gesehen. Gerade die handwerkliche Arbeit weiß sehr zu gefallen und die Effekte sehen ebenfalls genial aus. Es hätte insgesamt etwas mehr Horror geben dürfen und Spannung will leider selten richtig aufkommen, so dass manch eine Filmminute etwas belanglos wirke. Die gelungene Atmosphäre, solide Darstellerleistungen und ein wirklich guter Score entschädigen dafür allerdings. Es wird spannend zu sehen sein, was Herr Brückner in Zukunft noch so bringe, denn „Der Wolf – Theater des Todes“ ist ihm wirklich gut gelungen. Für Slasher-Fans gibt es eine uneingeschränkte Empfehlung!
Mick von Thrill & Kill bemerkt in seiner Kritik, dass man von der Story keine Innovation erwarten solle, die Aufklärung und vor allem Erklärung kann man sich sparen, aber an letzterem litten selbst Filme wie Scream. Hier sei einfach der Weg das Ziel und der Killer-Wolf mit Freddy Krueger – artiger Klaue lässt auch schwächere Schauspielmomente vergessen.